# Pabianice
Pabianice er en by i Województwo łódzkie i det centrale Polen. Den har 71.313 indbyggere (2004). Pabianice er hovedstaden i powiaten med samme navn.
Byen nævnes første gang i 1085 og tilhørte hertugerne af Masovien. Under anden halvdel af 1100-tallet blev den overgivet til domkapittelet i Kraków. Byen fik større betydning senere i anden halvdel af 1300-tallet, da den ble hovedsæde for forvaltningen af kirkegodset i Masovien. Omkring 1342 fik Pabianice byrettigheder og sit våbenskjold.
I 1600-tallet havde byen 1100 indbyggere. Tallet sank til 300 under første halvdel af 1700-tallet efter Karl XIIs felttog mod Polen. Byen oplevede imidlertid stor vækst efter 1815 i forbindelse med opbygningen af tekstilindustrien i Kongress-Polen.
Under 2. verdenskrig blev næsten hele den jødiske befolkning, som i 1939 udgjorde 18% af byens indbyggere, dræbt af de tyske nazister.